# 迈克尔·霍华德 (击剑运动员)
迈克尔·霍华德（英語：Michael Howard，1928年12月24日—），英国男子击剑运动员。他曾代表英国参加1956年、1960年和1964年夏季奥林匹克运动会击剑比赛，其中1960年奥运会获得一枚银牌。